# 打田霞山
打田 霞山（うちだ かざん、安政6年（1859年）‐昭和10年（1935年）4月8日）とは明治時代から昭和時代にかけての銅版画家、石版画家。

## 来歴
梅村翠山の門人。江戸本郷の生まれ。姓は打田、名は新太郎。霞山と号す。始め木版彫刻師の木村嘉平に師事して木版を学んだ後、16歳の時に翠山に入門、銅版を学び、明治5年（1872年）に海軍省水路局に入って銅版製作に当たった。師の翠山に勧められて水路局を辞し、渡米、石版画工のスモリックおよびポラードを伴って帰国、翠山の彫刻会社及び後の国文社に勤めた。後に霞山は日吉町に第二彫刻会社を設立した。墓所は多磨霊園。